# アイ'ム ホーム
『アイ’ム ホーム』は、石坂啓による日本の漫画、またそれを原作としたテレビドラマ。『ビッグコミックオリジナル』（小学館）に、1997年7月から1998年12月まで連載された。1999年、平成11年度第3回文化庁メディア芸術祭マンガ部門大賞受賞作。1999年2月に上・下巻でコミック化される。
2004年にNHK総合テレビジョンで『アイ’ム ホーム 遥かなる家路』のタイトルでテレビドラマ化された。また2015年4月期にはテレビ朝日系で、『アイムホーム』のタイトルでテレビドラマ化された。それに合わせ2015年3月に、題字から「'」（アポストロフィ）を抜いてドラマ版の表記に合わせた新装版が、やはり上下巻同時発売されている。

## 概要
表題のアイ’ム ホーム（I'm home.）は、作者がギリシャのホテルに滞在した際、パンフレットに「アイムホームと言って戻ってもらえるような部屋をめざして……」という内容が書かれていたことがきっかけで、最初にタイトルを決めてから制作された。従って、日本語の帰宅時の挨拶「ただいま」を英語に訳したものとも言えるが、単にその言葉の意味に留まっているのではない。単行本あとがきでは、帰宅したときの家族との安住感、開放感は最初から備わっているものではなく、家族が努力して初めて得られるものであるという気持ちを著したものと述べられている。

## あらすじ
主人公、家路久（いえじひさし）はやり手の銀行員であったが、左遷による単身赴任中に起こったアパートの火事（ぼや）による一酸化炭素中毒により記憶喪失となり、離婚・再婚などの過去の記憶を失った。
離婚した前妻と娘、仮面を被ったように見えて家族とは思えない今の家族。間で揺れ動く久が自分が帰るべき家とは何か、家族とは何かという疑問を抱えつつ、自分を見つめ直す過程を描く。

## 書誌情報
ビッグコミックオリジナル掲載号
1. 1997 / 7 / 5 思い出した家
2. 1997 / 8 / 5 アイジンの家
3. 1997 / 9 / 20 親の住む家
4. 1997 / 11 / 5 友人の家
5. 1997 / 12 / 20 人事課
6. 1998 / 2 / 5 義妹（いもうと）の家
7. 1998 / 2 / 20 誕生日
8. 1998 / 4 / 5 スバルの周辺
9. 1998 / 5 / 5 赴任先の家
10. 1998 / 6 / 5 山の家
11. 1998 / 7 / 5 高木の家
12. 1998 / 8 / 5 好物
13. 1998 / 9 / 20 スバルの部屋
14. 1998 / 10 / 5 桔梗
15. 1998 / 11 / 20 離婚届
16. 1998 / 12 / 5 居場所
17. 1998 / 12 / 20 帰る場所

## テレビドラマ

### 2004年版
NHK夜の連続ドラマ（よるドラ）で2004年11月15日から12月16日に『アイ’ム ホーム 遥かなる家路』のタイトルで5週全20話で放映された。NHK大阪放送局が制作を行った。2005年5月18日DVD化。

#### キャスト（2004年版）
家路 久（いえじ ひさし）
演 - 時任三郎（少年時代：光平崇弘 / 第11話）
清原 カオル
演 - 紺野美沙子
久の前妻。
家路 ヨシコ
演 - 戸田菜穂
久の妻。
清原 スバル
演 - 星井七瀬 / 小坂恵（第1話、第8話、第12話、第14話、第17話、第18話） / 中山心（第4話、第7話、第12話）
カオルとの娘。高校生（原作では中学生）。
岡田 杏子
演 - 佐藤仁美（第1話 - 第4話、第7話 - 第10話、第13話、第14話、第18話、第19話）
久の同僚で元愛人。
清原 健児
演 - 石田靖
カオルの現夫。
高木 亮一
演 - 内場勝則（第1話 - 第5話、第8話、第9話、第18話、第19話）
久の職場の同期。
家路 ヨシオ
演 - 鶴八雲
ヨシコとの息子。幼稚園児。
大山部長
演 - 高見國一（第1話 - 第3話、第8話 - 第10話、第13話、第18話、第19話）
久の上司。
精神科医
演 - 寺田農（第1話、第19話）
久の主治医。砂曼荼羅の心得がある。
竹田社長
演 - ぼんちおさむ（第2話、第8話）
久が営業をしていた際の取引先（丸ビシ建設）の社長。
野崎
演 - 野田晋市（第2話、第3話、第9話、第10話、第13話、第18話）
久の同僚。
バーのママ
演 - 押谷かおり（第2話、第3話、第8話）
竹田社長の接待先。
加茂
演 - 恵秀（第2話）
久の営業での後輩。
ユミ
演 - 染谷有香（第2話、第9話、第10話、第13話、第18話）
久の同僚。
御蔭 康明
演 - 芝本正（第4話、第11話、第14話）
ヨシコの実父
御蔭 貴子
演 - 松村康世（第4話、第8話）
ヨシコの実母
ユイ
演 - 森里砂（第4話、第10話）
スバルの友人。
努
演 - 原田孝司（第4話、第10話）
ユイの友人。
山野辺 俊
演 - 陣内孝則（第5話 - 第7話）
久の大学時代の友人。映画監督。
祥子
演 - 千堂あきほ（第6話、第10話）
カオルの妹。
伸吾
演 - 金替康博（第6話）
祥子の夫。
昌代
演 - 中山美保（第6話）
カオルの親戚。
小山田
演 - 逢坂じゅん（レツゴー三匹）（第7話、第8話）
久の単身赴任先のアパートの現在の住人。過去に久の顧客で融資を断られ、家族離散となった。
カズエ
演 - 大山恵理乃（第9話、第10話、第13話）
健児の浮気相手。
高木 渉
演 - 金崎由名来（第9話）
高木の妻
高木 隆
演 - 前田航基（第9話）
高木の息子
サトル
演 - 藤井琢也（第10話、第15話）
スバルの友人。後にハーバーランドでスバルをナンパする。
ヨシミ
演 - 安藤絵里菜（第10話）
スバルの友人。
家路 弘
演 - 内藤裕敬（第11話、第12話）（少年時代：北方将太 / 第11話）
久の弟。
家路 士郎
演 - 田畑猛雄（第11話）
久の父。
家路 春代
演 - 島村晶子（第11話、第12話）
久の母。すでに認知症となっている。
店員
演 - 明山直未（第11話）
久の実家が経営するコンビニの店員。
家路 美佐恵
演 - 千田訓子（第12話）
弘の妻。
医師
演 - 東村晃幸（第13話、第16話、第17話）
カオルに癌を告知し、治療した担当医。
遊園地の係員
演 - 安井マリコ（第15話）
ハーバーランドのメリーゴーランドの係員。
看護婦
演 - 久野麻子（第16話、第17話）
カオルの入院先での看護婦。
医師
演 - 村上かず（最終話）
自宅の火災に遭い負傷した久の担当医。

#### スタッフ（2004年版）
- 脚本 - 浅野妙子
- 音楽 - 吉俣良
- 主題歌 - 大塚愛「大好きだよ。」(avex trax)
- 演出 - 真鍋斎、本木一博
- 制作統括 - 一井久司

#### 放送日程（2004年版）
| 放送週 | 放送期間（放送回数）             | サブタイトル | 演出     |
| ------ | -------------------------------- | ------------ | -------- |
| 第1週  | 2004年11月15日 - 11月18日（4回） | 仮面家族     | 真鍋斎   |
| 第2週  | 11月22日 - 11月25日（4回）       | オレは誰？   | 真鍋斎   |
| 第3週  | 11月29日 - 12月02日（4回）       | 夫婦の距離   | 本木一博 |
| 第4週  | 12月06日 - 12月09日（4回）       | 二人の妻     | 本木一博 |
| 最終週 | 12月13日 - 12月16日（4回）       | 記憶の糸     | 真鍋斎   |

#### 解説
主に大阪・神戸を舞台としている。神戸でのロケ地の提供は主に神戸フィルムオフィスが行い、神戸ポートピアランド、神戸ハーバーランド、神戸モザイク、神戸地下鉄大倉山駅、阪急御影駅前、鐘紡記念病院などでロケが行われた。
家路家は「神戸市東灘区住吉山手3丁目10-21-203」であるが、これは架空の住所である。清原家近隣の住宅地ロケは、兵庫県三田市あかしあ台にあるセンチュリー大橋の近隣であり、あかしあ台公園などが、屋外ロケの舞台となった。
ドラマで使用された仮面は、亀有工房が出演者のマスク取りを行って作製された。
| NHK 連続ドラマ（よるドラ）              | NHK 連続ドラマ（よるドラ）                              | NHK 連続ドラマ（よるドラ）                 |
| 前番組                                  | 番組名                                                  | 次番組                                     |
| --------------------------------------- | ------------------------------------------------------- | ------------------------------------------ |
| 結婚のカタチ （2004.10.4 - 2004.11.11） | アイ'ム ホーム 遥かなる家路 （2004.11.15 - 2004.12.16） | ルームシェアの女 （2005.1.10 - 2005.2.17） |

### 2015年版
2015年4月16日から6月18日まで木曜日21:00 - 21:54にテレビ朝日系の「木曜ドラマ」枠で放送された。主演の木村拓哉はテレビ朝日の連続ドラマでは初主演となり、共演者の上戸彩は木村とはドラマ初共演となった。木村は初の父親役と報道されているが、実際はTBS系2007年1月期ドラマ『華麗なる一族』で父親役を演じている。また、同作で木村の父親役を演じた北大路欣也が父親役としてゲスト出演している。

#### キャスト（2015年版）

##### 主要人物
家路 久（いえじ ひさし）
演 - 木村拓哉（幼少期：込江大牙 / 第5話・第7話）
物語開始時点では葵インペリアル証券第一営業部、部員。単身赴任先で帰宅路、工場の爆発に巻き込まれて意識不明状態になったが、3カ月後に意識を取り戻してからリハビリを重ねて復職したものの、事故当時から5年前までの記憶を無くしていて、第一営業部から不要人材が集められる第十三営業部に左遷される。
事故前の5年間の記憶が無いため、5年前以降の人物、会社の新入社員など記憶にない人の顔を思い出せず、再婚した妻や息子が仮面の顔にしか見えないが、5年前以前の元妻や娘ははっきりと思い出せる。
小さなころから母の手伝いを行っており、料理が得意。
11歳のころに父の洋蔵が家庭を捨てて家を出たために、安定した暮らしを望み就職先に現在の会社を選んだ。
記憶を失う前は無慈悲な性格の持ち主だった。物語が進むにつれ、かつて自分が行ってきた残虐な行為の数々を知っていく。
第十三営業部に社内の監査が入った際、以前第一営業部の監査で茨城支社から説明のために来たことや恵から彼女のパソコンを借りたことを知る。さらに恵のパソコンから捨てられた写真ファイルを発見してしまう。
家路 恵（いえじ めぐみ）
演 - 上戸彩
久の後妻で良雄の母。旧姓は森。5年以内に再婚したため、久からすると仮面を被っているように見え、再婚理由も思い出せない妻。
香と同じパン教室に通っていた。
家路 良雄（いえじ よしお）〈4〉
演 - 髙橋來
久・恵の息子。事故前の久には懐いていなかったため、現在の優しい久に戸惑っている。5年前の時点ではまだ生まれていなかったため、久からすると仮面を被っているように見え、生まれた時のことも思い出せない息子。

##### 葵インペリアル証券
四月 信次（わたぬき しんじ）
演 - 鈴木浩介
第十三営業部、部員。かつてはバリバリに働いていたが、妻が腎臓疾患になったことで出世の道が閉ざされやる気がなくなった。
小鳥遊 優愛（たかなし ゆあ）
演 - 吉本実憂
第十三営業部、派遣社員。21歳と部署内でもとりわけ若いが、上司に対しても毒づく毒舌家。勅使河原の命令で久を監視している。だが監視することに嫌気がさしており、勅使河原に自分の代わりを見つけるよう要望する。第6話にて再び勅使河原に監視することを懇願されるも拒否した。勅使河原は小鳥遊が監視することを拒否する理由として、家路に好意を抱いているためではないかと推測している。また、彼から久に深入りしないよう警告されている。
相撲（アマチュア）好きな様子。
一二三 努（ひふみ つとむ）
演 - 猪野学
第十三営業部、部員。競馬などギャンブルに生活費すべてを注ぎ込んでおり、その素行が会社にバレて異動させられてきた。
五老海 洋子（いさみ ようこ）
演 - 阿南敦子
第十三営業部、部員。仕事が出来過ぎ、空気の読めない皮肉めいた発言がしばしばある性格のため異動してきた。
黒木 仁（くろき じん）
演 - 新井浩文
第一営業部、部員。花形の第1営業部のエースであり、久の後輩（ドラマ中のセリフでは部下）でライバルでもあった。記憶を失った久を複雑に感じている。勅使河原から久のことを託される。
岩下 昇（いわした のぼる）
演 - 野間口徹
第一営業部、部員。仕事ができないにもかかわらず、黒木の腰巾着として第1営業部に残っている。
戸倉 信吾（とくら しんご）
演 - 矢野聖人
第一営業部、部員。仕事ができない岩下を心の底ではバカにしている。その反面、彼を腰巾着として従えている黒木を崇拝している。
轟 春木（とどろき はるき）
演 - 光石研
第十三営業部、課長。異動してきた久に意地悪くまた厳しくあたる。窓際部署の第13営業部をそれなりに満喫している。
小机 幸男（こづくえ ゆきお）
演 - 西田敏行
第十三営業部、部長。優しくて穏やかだが、無神経。本人によると「社長候補だったけど、レースに負けた」らしい。久から以前第一営業部の監査で茨城支社から説明のために来たことを相談された後、何者かに連絡を取っている。
勅使河原 洋介（てしがわら ようすけ）
演 - 渡辺いっけい
復帰した久を危険視し、優愛に監視させていた。営業部門執行役員だったが九州の営業本部長に左遷される。

##### 野沢家
野沢 香（のざわ かおる）
演 - 水野美紀
久の元妻ですばるの母。雑誌の記者ライターをしている。仕事の傍らパン教室に通っていた。がんが見つかり入院している。
野沢 すばる（のざわ すばる）〈13〉
演 - 山口まゆ（5歳時：横溝菜帆）
香の娘（久の実娘ではない）。中学生で最近やや反抗期気味。離婚する前は久によく懐いていたが、久が記憶を無くしていることに驚く。

##### その他
本城 剛（ほんじょう つよし）
演 - 田中圭
家路良雄が所属するサッカークラブのコーチ。
筑波 良明（つくば よしあき）
演 - 及川光博
久の主治医。優秀な脳外科医で、久に対して容赦ない物言が多く時々久がタジタジになる。
森 文子
演 - 山口美也子
龍夫の妻。恵の母、久の義母、良雄の祖母。
森 龍夫 （もり たつお）
演 - 堀内正美
文子の夫。恵の父、久の義父、良雄の祖父。

##### ゲスト

###### 第1話
竹田 雅夫（たけだ まさお）
演 - 香川照之
大手不動産会社の雲井不動産の専務。久が第1営業部に所属していたころの取引相手。
銀座のクラブのママ
演 - 高岡早紀

###### 第2話
山野辺 俊
演 - 田中直樹 （ココリコ）
久の学生時代からの親友。学生時代から映画監督志望だが、無名のため映画の仕事が少なく、アルバイト生活をしている。
鬼山 健三（おにやま けんぞう）
演 - 西岡德馬
鬼山機械株式会社の社長。葵インペリアル証券での担当が第一営業部から第十三営業部に変更させられた。

###### 第3話
野沢 和也
演 - 寺田農
香の父。故人。元、大会社の専務で、久が香と結婚した理由と噂される。生前、久を可愛がった。
野沢 祥子
演 - 蓮佛美沙子
香の妹。久と香が結婚、離婚に至った理由を久に話す。久は仕事と遊びに熱心で浮気もしていたが、香が心血を注ぐライターの仕事には全く無関心だったのが理由で、香から離婚された。第7話、第8話にも登場。香のがんの治療のためパン教室に退会届を代わりに出しに行ったところ久に遭遇する。
山梨の叔父
演 - 野添義弘
野沢家の親族。和也が専務で無くなった途端、香を捨てた、和也はお前が殺したようなものだ、と、久を殴る。

###### 第4話
徳山 正夫
演 - 平泉成
徳山コバルト通販（旧社名：徳山通販）の元社長。コバルト通販を買収後に倒産。買収は第一営業部が手掛けた。偶然、かつて久が住んでいたアパートの同じ部屋に住んでいる。記憶喪失の久が酔って単身赴任時代の部屋に間違えて戻り、鍵がかかっていなかったため、上がり込んで寝てしまい改めて知り合う。
徳山 葉子
演 - 市毛良枝
正夫の妻、徳山コバルト通販の元専務。倒産後、夫と別居している。合併を仕掛けたのは自分で有ることを悟り責任を感じた久の働き掛けでアパートに戻る。
スナックひとり相撲のママ
演 - 雛形あきこ
久が過去の名刺を見て辿った最後の店のママ。無愛想だった久を覚えている人がいない中、辿った店で唯一、久を覚えていた。スナックを出たあと久は、単身赴任時代のアパートへ行ってしまう。

###### 第5話
家路 梓
演 - 風吹ジュン（第7話にも出演）
久の母。
家路 浩
演 - 永井大（第6話にも出演）
久の弟。コンビニエンスストア「イエジ」を経営している。久とは昔から仲が良くない。
4歳のころに父の洋蔵が家庭を捨てて家を出たため、ぐれて不登校になる。
家路 佐智子
演 - 広澤草
浩の妻。
家路 明
演 - 山崎竜太郎
浩・佐智子の息子。
松山 茂
演 - 遠藤要
浩に万引きを追及される。その後インターネットでコンビニエンスストア「イエジ」に対し事実無根の誹謗中傷を投稿する。

###### 第6話
地元のお店の店主
演 - 神保悟志
久たちが遊びに来た別荘へ野菜を届ける。
地元の診療所の医師
演 - 田口主将

###### 第7話
家路 洋蔵
演 - 北大路欣也
久・浩の父。久が11歳のころ、浩が4歳のころに家庭を捨てて家を出た。事業に失敗し続けるも、久が出演した経済番組を録画してよく見ていた。晩年、無銭飲食未遂で警察に保護され、連絡を受けた久と再会。後日彼の家を訪れる。久は父に対しての記憶と憎しみは明確に記憶しており、父を追い返した。
3年前に脳梗塞を患い片足が不自由になり認知症に似た症状もある。アパートを出て埼玉の専用の施設に入った。
北村 和子
演 - 大島さと子
NPO法人で一人暮らしのお年寄りを手助けするボランティアをしている。洋蔵の世話もしている。
江戸川南警察署の刑事
演 - 板尾創路
無銭飲食未遂の洋蔵を保護した。
社内監査員
演 - 六角精児
社内監査員（今井）
演 - 弓削智久
城立大学病院の医師
演 - 三浦浩一（第9話にも出演）
香の担当医。

###### 第8話
白石 杏子
演 - 吹石一恵
元葵インペリアル証券社長秘書。現在はしんこう生命株式会社で保険の外交員をしている。かつて久とは愛人関係にあり、彼を「きゅうちゃん」と呼ぶ。その関係が社長の逆鱗に触れ、杏子が葵インペリアル証券を退職し、久は茨城へ単身赴任となった原因であることが小机と杏子から、久へ語られる。
杏子に言い寄っている男
演 - 田中要次

###### 第9話
雲井不動産の泊
演 - ユースケ・サンタマリア
第1話に登場した竹田の部下。

###### 第10話
上王子 悟史（かみおうじ さとし）
演 - 沢村一樹
葵インペリアル証券社長。
西澤 真理
演 - 佐々木希
上王子悟史の秘書。

#### スタッフ（2015年版）
- 原作 - 石坂啓『アイムホーム』（上下巻）（小学館刊）
- 脚本 - 林宏司、山浦雅大
- 音楽 - 菅野祐悟
- 監督 - 七髙剛、田村直己、星野和成
- 企画 - 高橋浩太郎
- 演出補 - 伊藤彰記
- 証券監修 - 川口一晃
- ゼネラルプロデューサー - 横地郁英
- プロデューサー - 大江達樹、川島誠史、太田雅晴
- 制作協力 - 5年D組
- 制作著作 - テレビ朝日

#### 放送日程（2015年版）
| 各話                                                           | 放送日        | サブタイトル                                      | 監督     | 視聴率 |
| -------------------------------------------------------------- | ------------- | ------------------------------------------------- | -------- | ------ |
| 01                                                             | 2015年4月16日 | ただいま!壊れかけた家族…仮面の妻との夫婦生活!?    | 七高剛   | 16.7%  |
| 02                                                             | 4月23日       | 仮面の妻と結婚した理由…親友に暴かれた僕の正体!?   | 七高剛   | 14.0%  |
| 03                                                             | 4月30日       | 僕は義父を殺した!? 苦いワインの秘密…              | 田村直己 | 13.5%  |
| 04                                                             | 5月07日       | 僕が“熟年離婚”させた夫婦!? 単身赴任のあやまち…    | 田村直己 | 12.6%  |
| 05                                                             | 5月14日       | 母への詫び状…僕の二人の妻たちの闘い               | 七高剛   | 14.5%  |
| 06                                                             | 5月21日       | 最後の家族旅行で…よみがえる記憶!! 妻に仮面の告白  | 田村直己 | 13.2%  |
| 07                                                             | 5月28日       | 母と僕を捨てた男…愛憎の果て                       | 星野和成 | 13.1%  |
| 08                                                             | 6月04日       | 最終章戻れない二人…仮面の夫婦が、W不倫!?          | 田村直己 | 13.4%  |
| 09                                                             | 6月11日       | 最終章離婚届!! 家族との別れ逮捕と、監視の理由     | 七高剛   | 16.5%  |
| 10                                                             | 6月18日       | すべての謎が明らかに!! 仮面の妻との別離…涙の結末! | 七高剛   | 19.0%  |
| 平均視聴率 14.8%（視聴率はビデオリサーチ調べ、関東地区・世帯） |               |                                                   |          |        |

- 第1話の瞬間最高視聴率は20.4%を記録した[31]。第6話時点で4月スタートの民放連続ドラマの平均視聴率1位を記録している[32][33]。

#### コラボレーション企画
家路久演じる木村が、テレビアニメ『クレヨンしんちゃん』に出演。2015年5月29日・6月5日の2週連続で約1分間のショートアニメ、データ放送ゲーム企画「東西南北あっち向いてホイ!」で主人公・野原しんのすけ、父・ひろし、母・みさえ、妹・ひまわり、飼い犬・シロと野原家のキャラクター4人と1匹全員と木村本人役で声優を務める。
| テレビ朝日系 木曜ドラマ                     | テレビ朝日系 木曜ドラマ                | テレビ朝日系 木曜ドラマ                     |
| 前番組                                      | 番組名                                 | 次番組                                      |
| ------------------------------------------- | -------------------------------------- | ------------------------------------------- |
| DOCTORS3 最強の名医 （2015.1.8 - 2015.3.5） | アイムホーム （2015.4.16 - 2015.6.18） | エイジハラスメント （2015.7.9 - 2015.9.10） |